# Lolcat

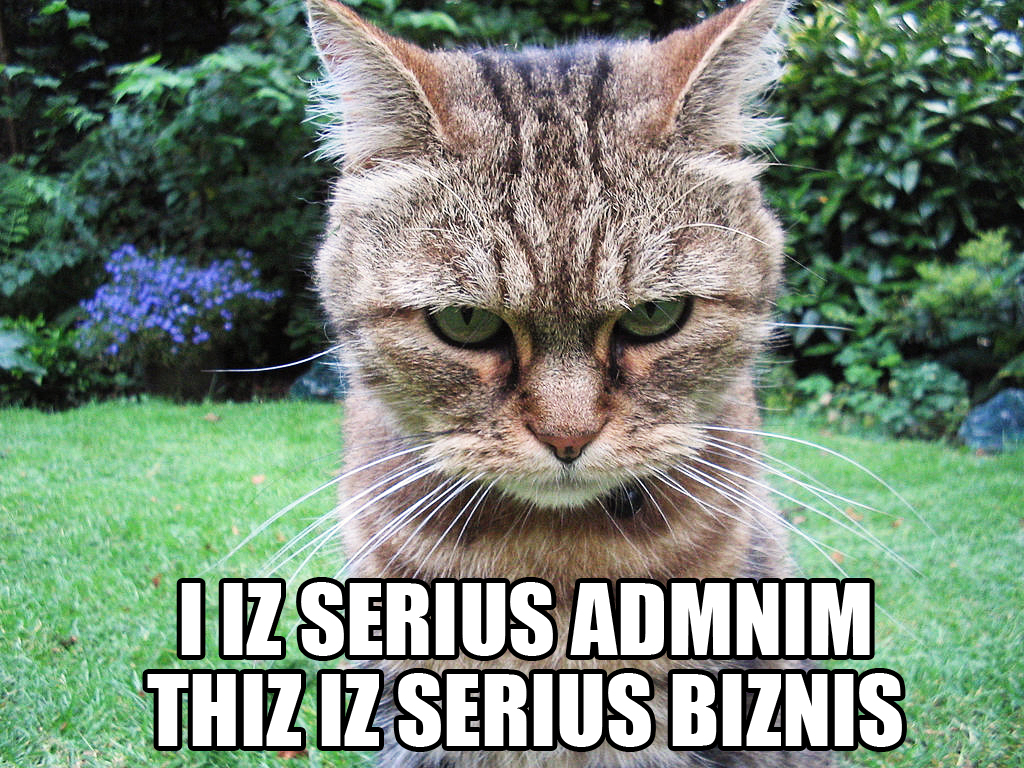
" Я — серйозний адмін, а це — серйозна справа "

Lolcat — інтернет-мем у форматі макрокартинки, що поєднує фотографію (найчастіше зображення домашнього кота) і специфічний текст, записаний ламаною англійською з неправильною орфографією. Цю мову називають «lolspeak» або «Kitteh!». Назва «lolcat» складається зі слова LOL і «cat» («кіт»). Інша назва — котяча макрокартинка (англ. cat macro). Лолкети творяться насамперед задля публікації на різних інтернет-форумах. Багато чим схожі до іншої продукції, де використовуються фотографії тварин, наприклад сова O RLY?.
Термін «lolcat» був популяризований у США журналом «Time», який звернув увагу на все більш рідкісну появу некомерційних інтернет-феноменів. Лолкети почали порівнювати з вільною творчістю користувачів Usenet-у в 90-х роках. Мову підписів лолкетів часто ототожнюють з мовним стилем, що використовується дорослими при розмові з дітьми, яка у випадку з лолкетами використовується котами, що звертаються до своїх власників.

## Формат
На фотографіях найчастіше зображується кіт з великим написом безсерифовими літерами (наприклад такі шрифти як Impact або Arial Black). Фотографії також часом графічно редагуються задля отримання кращого ефекту. Написи укладаються у словесну бульбашку, яка представляє висловлення кота, чи просто є підписом до фотографії. Текст записується неграмотною англійською мовою, за використання неконвенційних граматичних форм і ортографії. Такий вид висловлення порівнюється до піджина, чи мовного стилю, що використовується дорослими при розмові з дітьми.

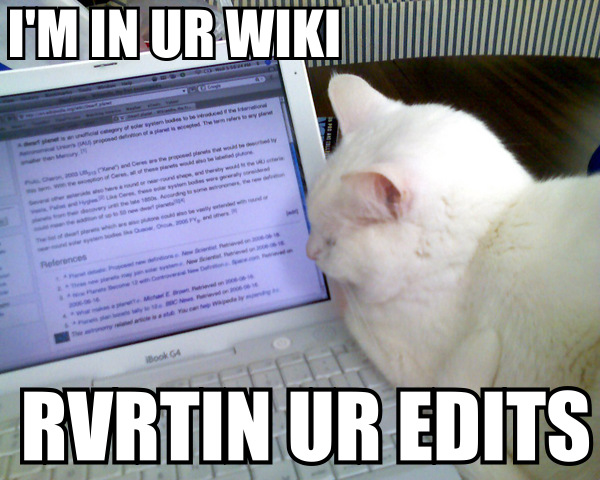
«Я у твоїй Вікіпедії, відкочую твої редагування»

Найчастіше використовуваний дотепний текст — «Im in ur…» («Я у твоєму..»). Скоріш за все походить від тексту «I'm in ur base, killing ur doodz» («Я у твоїй базі, вбиваю твоїх чуваків»), який часто використовується в комп'ютерних іграх онлайн. Фраза «…i has dem» («маю їх») представляє кота, що має багато речей, а «I has a…» («Я маю…») — тільки одну річ. Тексти «Invisible…» («Невидимий…») описує фотографію, на якій кіт знаходиться у такій позиції, яка натякає на те, що він використовує якийсь невидимий предмет.
На вебсторінці ICanHasCheezburger.com найпопулярнішим мотивом є кіт, що просить або тішиться отриманим чизбургером, який є символом вітрини. Крім того, зустрічаються приклади «Монорейкового кота» (Monorail cat), який зазвичай лежить на поручнях, які трактує як засіб пересування, а також моржа, який шукає своє відро ( „bukkit”). Також частим мотивом є знана ненависть котів щодо псів. 
Декілька лолкетів здобуло велику популярність в інтернеті. Особливо відомими є «Ceiling Cat» («Кіт зі стелі») та «Basement Cat» («Кіт з підвалу»), яких часто жартівливо трактують як віддзеркалення Бога і Сатани. Однаково популярним є «Serious Cat» («Серйозний Кіт»), а також «Long Cat» («Довгий кіт»).

## Історія

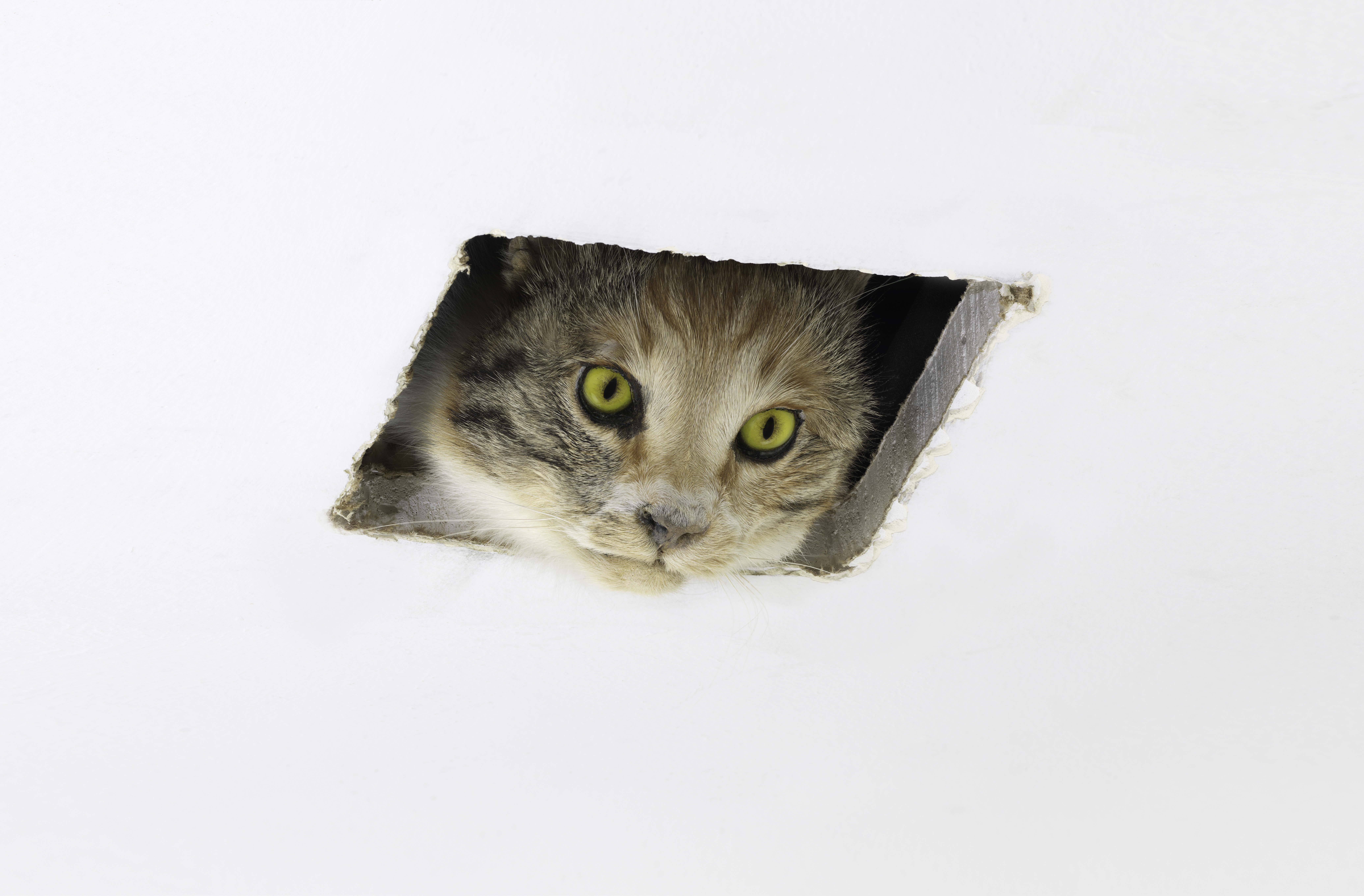
Кіт зі стелі (2016)

Багато перших лолкетів з'явилося на анонімній англомовній дошці для зображень 4chan ще 2005 року. Слово «лолкет» стало загальноприйнятим у червні 2006 року, а домен «lolcats.com» вперше зареєстровано 14 червня 2006 року. «The News Journal» стверджує, що перші фотографії лолкетів з'явилися на 4chan і становити собою дивні фотографії котів, які публікували щосуботи, у дні звані «Caturdays». Пізніше слово «Caturday» на 4chan-і почало означати будь-який день, в який масово з'являлися фотографії котів. Особливої популярності лолкети отримали 2007 року, коли з'явився блог «I Can Has Cheezburger?», який акумулював в галереї найцікавіші фотографії. Перші світлини у цьому блозі з'явилися 11 січня 2007 року і найшвидше походили з форуму «Something Awful». Журналіст щотижневика «Time» Лев Ґроссман, стверджував, що найстарший знаний лолкет датується 2006 роком, але згодом пересунув дату повстання лолкатів. Крім того, користувачі інтернету надали йому приклади лолкетів, що повстали 2005 року. 30 квітня 2005 року зареєстровано домен «caturday.com».
Мова, що використовується в лолкетах, надала поштовх для створення езотеричної мови програмування, яка отримала назву LOLCODE. Крім того, існує проєкт «LOLCat Bible Translation Project», головним завданням якого є переклад Біблії у мовному стилі лолкетів.